# Верхоянская улица (Москва)
Верхоя́нская улица — улица на северо-востоке Москвы в Бабушкинском районе Северо-восточного административного округа, между улицей Лётчика Бабушкина и Енисейской улицей. Названа в 1964 году по заполярному городу Верхоянск в Якутии в связи с расположением улицы на северо-востоке Москвы. Ранее — 1-й Шоссейный проезд (был назван по Осташковскому шоссе, ныне улица Летчика Бабушкина).

## Расположение
Верхоянская улица начинается от улицы Лётчика Бабушкина и доходит до Енисейской улицы.

## Учреждения и организации
- Дом 6, корпус 1 — Центральная библиотека № 110; Централизованная библиотечная система СВАО № 2;
- Дом 10 — Управление социального обеспечения; Управление социальной защиты Бабушкинского района СВАО г. Москвы;
- Дом 14 — детский сад № 2254.